# 아시아 포켓볼 당구 연맹
아시아 포켓볼 당구 연맹(Asian Pocket Billiard Union, APBU)은 아시아의 포켓볼 당구 종목을 관할하는 국제 스포츠 행정 기구이다.

## 회원국
| 국가           | 협회                                 | 코드 | 설립   | 가맹 | 비고 |
| -------------- | ------------------------------------ | ---- | ------ | ---- | ---- |
| 대한민국       | 대한당구연맹                         | KOR  | 1981년 |      |      |
| 마카오         | 마카오 당구 협회                     | MAC  |        |      |      |
| 말레이시아     | 말레이시아 스누커 당구 연맹          | MAS  |        |      |      |
| 몰디브         | 몰디브 포켓볼 당구 협회              | MDV  |        |      |      |
| 방글라데시     | 방글라데시 당구 스누커 연맹          | BAN  |        |      |      |
| 베트남         | 베트남 당구 스누커 연맹              | VIE  |        |      |      |
| 브루나이       | 브루나이 다루살람 당구 협회          | BRU  |        |      |      |
| 사우디아라비아 | 사우디아라비아 당구 스누커 연맹      | KSA  |        |      |      |
| 싱가포르       | 싱가포르 당구 연맹                   | SGP  |        |      |      |
| 아랍에미리트   | 아랍에미리트 당구 스누커 협회        | UAE  |        |      |      |
| 이란           | 이란 이슬람 공화국 볼링 당구 불 연맹 | IRI  |        |      |      |
| 인도           | 인도 당구 스누커 연맹                | IND  |        |      |      |
| 인도네시아     | 인도네시아 당구 협회                 | INA  |        |      |      |
| 일본           | 일본 프로 포켓볼 당구 협회           | JPN  |        |      |      |
| 중화 타이베이  | 중화 타이베이 당구 연맹              | TPE  |        |      |      |
| 중화인민공화국 | 중국 당구 스누커 협회                | CHN  |        |      |      |
| 카타르         | 카타르 당구 스누커 연맹              | QAT  |        |      |      |
| 태국           | 태국 당구 협회                       | THA  |        |      |      |
| 파키스탄       | 파키스탄 포켓볼 당구 협회            | PAK  |        |      |      |
| 필리핀         | 필리핀 당구 연맹                     | PHI  |        |      |      |
| 홍콩           | 홍콩 당구 스누커 평의회              | HKG  |        |      |      |

## 참고 문헌
- “Asian Pocket Billiard Union”. 세계 포켓볼 당구 연맹. 2021년 10월 30일에 원본 문서에서 보존된 문서. 2021년 10월 30일에 확인함.
- “아시아 포켓볼 당구 연맹”. 국제 협회 연합.

## 같이 보기
- 세계 포켓볼 당구 협회
- 세계 당구 연맹